# Baba Zula
Baba Zula est un groupe de musique turc fondé à Istanbul en 1996. Le groupe est composé des musiciens Osman Murat Ertel (saz électrique & chant), Levent Akman (cuillers en bois), Özgür Çakırlar (percussions), Melike Şahin (chant et chœurs), Periklis Tsoukalas (oud électrique).
Le groupe est parfois accompagné sur scène par les danseuses Bahar Sarah et Nourah.

## Discographie
- 1996 – Tabutta Rövaşata – bande originale de Tabutta Rövaşata par Derviş Zaim (Ada Music)
- 1999 – Üç Oyundan Onyedi Müzik (Doublemoon)
- 2003 – Psychebelly Dance Music (Ruhani Oyun Havaları) (Doublemoon, mixé par Mad Professor)
- 2005 – Duble Oryantal (Doublemoon, mixé par Mad Professor)
- 2006 – Dondurmam Gaymak – bande originale de Dondurmam Gaymak par Yüksel Aksu (Rh Pozitif)
- 2007 – Kökler (Doublemoon)
- 2010 – Gecekondu (Doublemoon)
- 2014 – 34 Oto Sanayi (Rainbow 45)
- 2017 – XX (Glitterbeat)
- 2019 – Derin Derin (Glitterbeat, Gulbaba Music)
- 2020 – Hayvan Gibi (Night Dreamer, Gulbaba Records)